# Geordie Greep
Geordie Wade Greep  (nacido el 20 de agosto de 1999)  es un músico inglés. De 2017 a 2024, fue el líder y guitarrista principal de la banda de rock Black Midi, a menudo considerada parte de la ola emergente de música rock británica conocida como la escena Windmill.[cita requerida]
Mientras asistía a la Escuela BRIT, conoció a Matt Kwasniewski-Kelvin, Cameron Picton y Morgan Simpson; juntos formaron Black Midi. El grupo comenzó a actuar en vivo en el pub The Windmill de Brixton, el único lugar que respondió a los correos electrónicos de Greep solicitando conciertos.
Después de firmar con Rough Trade Records en 2019, la banda disfrutó de elogios de la crítica con sus tres álbumes de estudio, Schlagenheim, Cavalcade y Hellfire. Tras la pausa de Black Midi, Greep comenzó una carrera en solitario y lanzó su álbum de estudio debut, The New Sound, a través de Rough Trade Records el 4 de octubre de 2024.
Greep es conocido por su voz única para cantar, en parte debido a su acento, que ha sido descrito como "geográficamente inclasificable". A menudo escribe narraciones dramáticas en sus canciones, muchas de las cuales se centran en personajes específicos, como se ve en la canción de Black Midi " John L ", por ejemplo.

## Primeros años de vida
Geordie Wade Greep nació el 20 de agosto de 1999 y se crio en Walthamstow, Londres. Considera que su crianza en la ciudad fue beneficiosa y cita su diversidad cultural como "brillante para una persona joven". Él ha atribuido a su padre el haberlo ayudado a desarrollar un gusto por la música en su juventud, enseñándole que " there are [sic]   buena y mala música, y no hay fronteras entre los géneros".  Su madre trabajó en un club de salsa durante su infancia, lo que provocó que desarrollara un desagrado por el género; sin embargo, al retomar la música salsa como adulto, adquirió una nueva apreciación por ella. Escuchaba la colección de discos de rock progresivo, música clásica y country de su padre y también estaba interesado en el "impacto explosivo" de las bandas sonoras de los dibujos animados.
Greep se interesó por primera vez en la guitarra cuando le regalaron el videojuego Guitar Hero para su séptimo cumpleaños. Se aficionó a la música del juego, en particular a " Take Me Out " de Franz Ferdinand, y más tarde recibió una guitarra eléctrica para su octavo cumpleaños. En esa época, su padre le prestaba CD de Black Sabbath y Led Zeppelin de su colección personal, así como de bandas de rock progresivo como Pink Floyd, Genesis y King Crimson y músicos de jazz como Miles Davis.
Sus primeras experiencias tocando música en vivo llegaron alrededor de los 11 años, cuando comenzó a tocar música góspel en iglesias, a pesar de que no tuvo una educación religiosa. Las actuaciones tuvieron un efecto profundo en su desarrollo musical, proporcionándole experiencias de improvisación mientras tocaba, una práctica que, según él, falta en la educación de los músicos blancos seculares.

## Carrera

### 2017-2018: Escuela BRIT y formación de Black Midi
Lo que se convertiría en Black Midi comenzó cuando Greep conoció a su compañero guitarrista Matt Kwasniewski-Kelvin en la Escuela BRIT, a la que ambos asistían. Durante este tiempo, él y Kwasniewski-Kelvin comenzaron a actuar juntos regularmente, tocando en Bromley, Londres .  A través de sus lecciones de MIDI en la escuela, Greep aprendería sobre el género MIDI negro. Aunque afirmó que sabía poco sobre el género, se lo sugirió a Kwasniewski-Kelvin como un posible nombre para la banda.
Más tarde, ambos conocieron al baterista Morgan Simpson, y su sonido comenzó a adquirir más influencias del rock y el funk. Su formación se completaría cuando contrataron al bajista Cameron Picton un mes antes de su primer concierto en The Windmill, en Brixton. Después de un espectáculo posterior en The Windmill, el grupo se encontraría contactado por el productor discográfico Dan Carey, con quien grabarían su sencillo debut, "bmbmbm".

### 2019:Schlagenheim

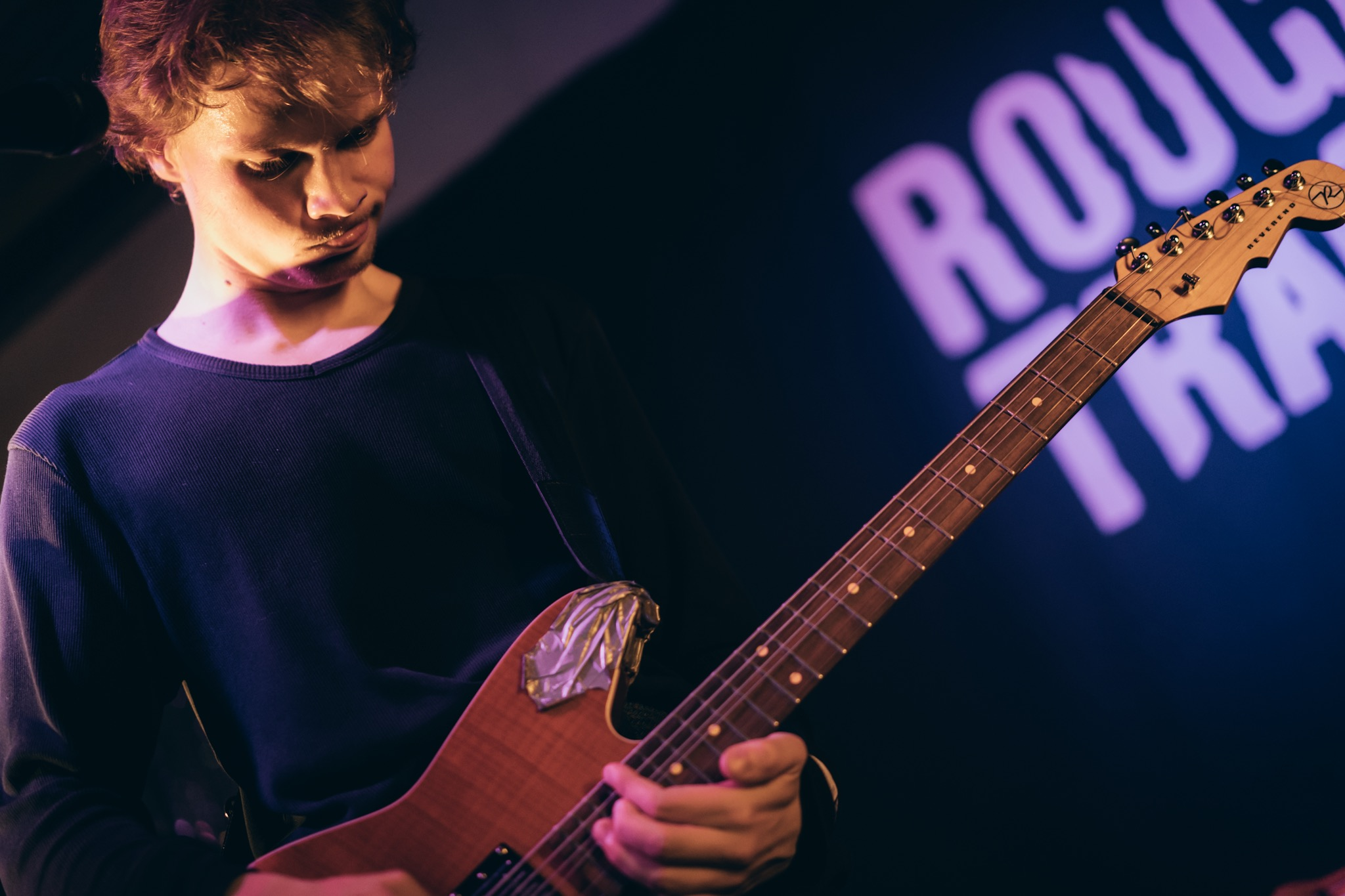
Greep tocando en vivo en junio de 2019

Su experiencia con Carey fue positiva y la banda naturalmente decidió trabajar con él nuevamente para su álbum de estudio debut Schlagenheim. Greep dijo sobre el proceso: "Fue realmente bien y comenzó una muy buena relación, así que cuando llegó el momento y tuvimos los medios para hacer un álbum, él simplemente parecía la mejor opción. Me di cuenta por la forma en que hablaba sobre la música que lo entendía completamente".  Sin embargo, en lugar de ser lanzado bajo el sello Speedy Wunderground de Carey, Schlagenheim fue lanzado bajo Rough Trade Records, con quien la banda había firmado a principios de ese año. Schlagenheim fue lanzado con gran éxito de crítica y fue nominado al Premio Mercury 2019.

### 2021:Cavalcade
Tras el lanzamiento de su sencillo "Sweater" en 2020, Black Midi buscó avanzar en una dirección diferente con su próximo álbum. Su proceso de composición se alejó de la improvisación y la improvisación. Según Greep, comenzaban a traer canciones que habían completado por su cuenta y luego tocaban juntos. Para capturar la nueva dirección de su sonido, trabajaron con el productor John "Spud" Murphy para lo que se convertiría en su segundo álbum de estudio, Cavalcade. El lirismo de las composiciones de Cavalcade pondría mayor énfasis en las narrativas, consistentes en historias centradas en personajes escritas desde perspectivas en tercera persona.
Cavalcade fue aclamada de manera similar a Schlagenheim, y los críticos señalaron que era más ambiciosa y difícil que su predecesora.

### 2022:Hellfire
Al año siguiente, Black Midi lanzó su tercer álbum de estudio, Hellfire, un título que Greep había sugerido originalmente para Schlagenheim. El papel de productora esta vez lo ocupó Marta Salogni, con quien la banda había grabado previamente "John L" de Cavalcade. A diferencia de las narraciones en tercera persona de Cavalcade, las canciones de Hellfire están escritas en gran parte en primera persona. Greep ha declarado que el álbum no se inspiró explícitamente en la idea del infierno, sino que el concepto sirvió para unir las historias del álbum bajo un tema cohesivo.
Hellfire, al igual que los dos primeros álbumes del grupo, fue lanzado con gran éxito de crítica; su tercero, sin embargo, también logró un éxito comercial considerable, convirtiéndose en su álbum con mejor clasificación en el Reino Unido hasta la fecha, y su primer álbum en aparecer en los EE. UU. 

### 2023-2024: Black Midi en pausa yThe New Sound

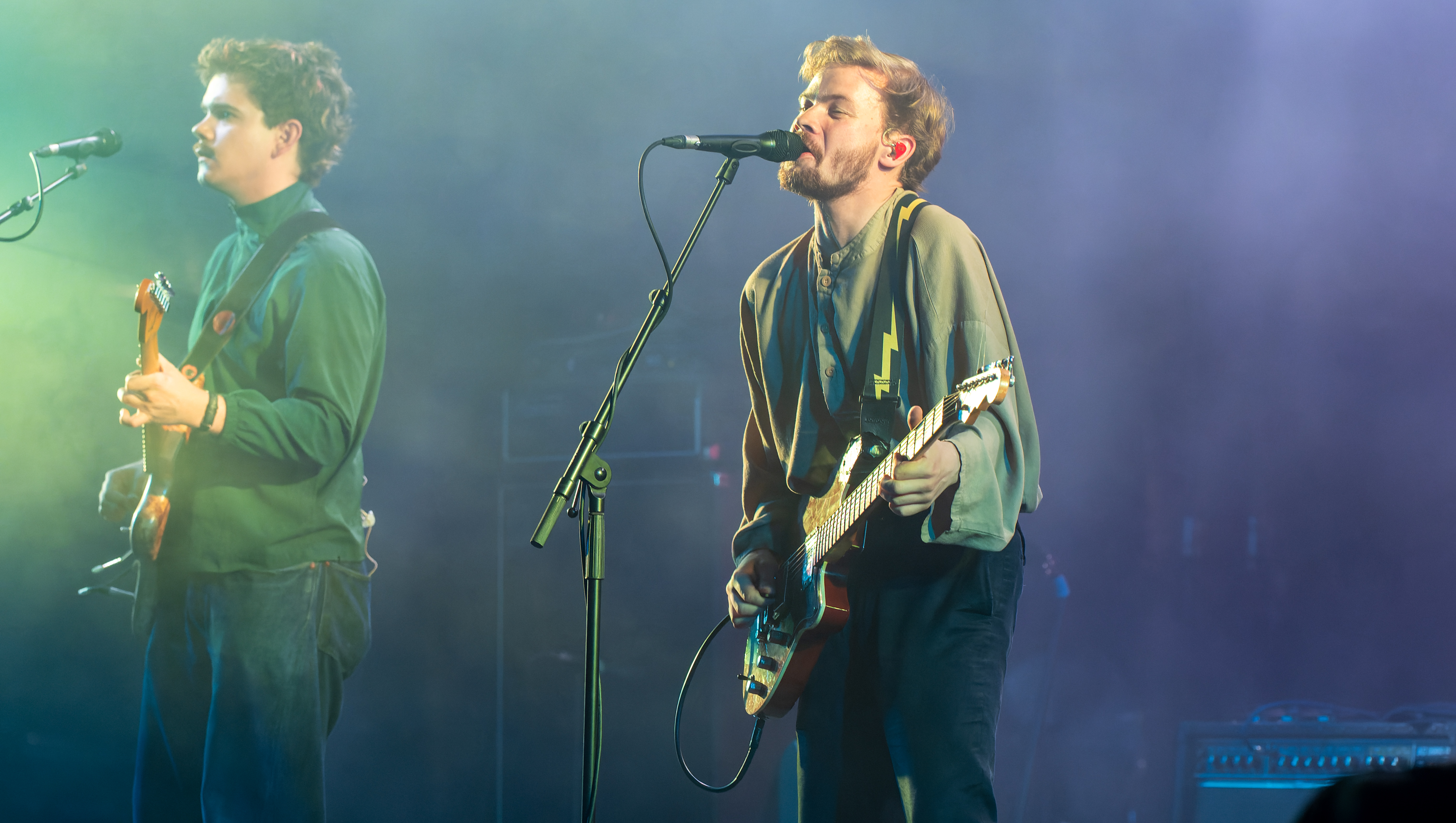
Greep con Black Midi en julio de 2023

Después del lanzamiento de Hellfire, Black Midi continuó de gira hasta 2023, pero no lanzaría ningún material de estudio ese año ni el siguiente. En agosto de 2024, un representante de la banda confirmó que estaban en una pausa indefinida;  el anuncio fue precedido por publicaciones de Greep en las redes sociales, en las que afirmó que "Black Midi era una banda interesante que ahora terminó indefinidamente".
A principios de 2024 y antes del anuncio, Greep había estado realizando shows en vivo en solitario. Poco después, el 20 de agosto de 2024, se anunció su álbum de estudio debut The New Sound, con el sencillo principal "Holy, Holy". Dijo sobre el álbum: "El tema principal del disco es la desesperación; no escuchas a un narrador poco confiable sino a alguien que se engaña a sí mismo creyendo que tiene todo bajo control, pero no es así".
Antes del lanzamiento de The New Sound, Greep señaló que podría grabar un segundo álbum en solitario en 2024: "Tengo suficiente para otro. Voy a intentar grabar a finales de este año. The New Sound se hizo en unos nueve meses, fue un tiempo bastante largo. Así que quiero intentar hacer un álbum en, como, dos días, al estilo ECM. Grabar un día, mezclar al día siguiente y eso es todo. Eso sería genial".
The New Sound's se lanzó el 4 de octubre de 2024 y recibió críticas en general muy positivas de fuentes acreditadas como TheNeedleDrop y Pitchfork. The New Sound también contó con una aparición especial de Seth Evans de HMLTD en la canción Motorbike. El Nuevo Sonido también se muestra, como sugiere el nombre, un cambio en las influencias musicales exploradas por Greep, mientras que en Black Midi, más notablemente como señala TheNeedleDrop, trae "toneladas y toneladas y toneladas de tropicalia brasileña, que es realmente una de las influencias más predominantes en todo el disco".

## Estilo musical
En términos sonoros, el sonido de Black Midi ha sido etiquetado de diversas formas: rock experimental, rock artístico, rock progresivo,   math rock,   post-punk,  y avant-prog.  Él ha negado que el sonido experimental de la banda fuera una parte intencional de su formación, diciendo en cambio que era simplemente el resultado de que la banda tocara junta como amigos ante todo. La decisión de Greep de tocar una guitarra barítono surgió de su afición por la música spaghetti western, y de su padre aprendió que las guitarras barítono desempeñaban un papel en su sonido. 
Estilísticamente, las canciones de Black Midi a menudo comienzan como pastiches de otros estilos o géneros que cambian y evolucionan a través de la improvisación y la experimentación.  Por ejemplo, Greep ha dicho que "27 preguntas" de Hellfire se inspiró en el tango argentino.
Greep ha declarado que su estilo característico de canto se inspiró en el deseo de subvertir los estereotipos vocales típicos del rock, para evitar parecer "macho", deseando en cambio un enfoque más melódico. En combinación con su acento, su sonido único ha sido descrito por un crítico como un "zumbido deformado".
En cuanto a las letras, Greep prefiere escribir historias ficticias en sus canciones en lugar de hablar sobre problemas del mundo real, y dice: "No puedo hablar de manera muy inteligente sobre nada de eso. Realmente no tengo nada inteligente que decir. Por supuesto, todo el tiempo hay cosas que salen mal, pero cuando escribimos letras, se trata más de historias que de cosas reales". La especulación rodea gran parte de las letras de Greep, ya que deja mucho en la oscuridad. Sin embargo, ha declarado públicamente que "27 preguntas" es su obra lírica más personal hasta el momento.

## Influencias
Greep ha recibido una gran influencia de la música clásica. La música clásica influyó en él desde su juventud, y ha llamado a la grabación de la Misa en si menor de John Eliot Gardiner sus "dos horas favoritas de música grabada". También ha nombrado a Igor Stravinsky, Béla Bartók y Alfred Schnittke como influencias clásicas. 
Greep también ha recibido una gran influencia de Frank Zappa y Boredoms, cuyos álbumes We're Only in It for the Money y Vision Creation Newsun respectivamente ha catalogado como dos de sus favoritos de todos los tiempos.  Su experiencia con Zappa se remonta a cuando tocaba "Willie the Pimp" con su profesor de electrónica en el concierto de invierno de su escuela.
Greep es un ávido fanático del boxeo y a menudo expresa su admiración por este deporte en entrevistas. Ha nombrado a Sugar Ray Leonard como su boxeador favorito. El boxeo también ha tenido influencia en la música de Black Midi, sirviendo como inspiración para la canción de la banda " Sugar/Tzu ", con Greep declarando: "En el boxeo, existe la intensidad, simplemente sin parar, todo es exagerado. Eso es algo que también pasa con nuestro material. Si hay una canción más emocional o lo que sea, se lleva al máximo, es muy atrevida y casi cómicamente intensa".
Greep es un usuario activo de Twitter. Jazz Monroe dijo sobre la actividad de Greep: "Dada su propensión al anacronismo encantador, es sorprendente que Greep sea fantástico en Twitter". En 2023, varias publicaciones musicales informaron sobre una breve disputa en Twitter entre Greep y Michelle Zauner de Japanese Breakfast por el álbum Revolver de los Beatles.

## Discografía
con Black Midi
- Schlagenheim (2019)
- Cavalcade (2021)
- Hellfire (2022)

Solo
- The New Sound (2024)